# Melanobatrachus indicus
Melanobatrachus indicus es una especie de anfibio anuro de la familia Microhylidae y única representante del género Melanobatrachus.

## Distribución geográfica y hábitat
Es endémica del sur de los Ghats occidentales (India). Su rango altitudinal oscila entre 900 y 1200 m s. n. m..

## Estado de conservación
Se encuentra amenazada por la pérdida de su hábitat natural.